# Gare de Saint-Avre – La Chambre
Gare de Saint-Avre - La Chambre – stacja kolejowa w Saint-Avre, w departamencie Sabaudia, w regionie Owernia-Rodan-Alpy, we Francji. 
Jest stacją Société nationale des chemins de fer français (SNCF), obsługiwaną przez pociągi TGV i TER Rhône-Alpes. 

## Położenie
Znajduje się na wysokości 448 m n.p.m., na km 198,081, na pomiędzy stacjami Épierre - Saint-Léger i Saint-Jean de Maurienne - Vallée de l'Arvan.